# Ismael Martínez
Ismael Martínez González (Madrid, 25 de mayo de 1973) es un actor y profesor de interpretación español de televisión, cine y teatro.

## Formación
- Curso de interpretación en A.C.A.E. Dirigido por Félix Belencoso.(1992-94)
- Estudios completos de interpretación con Juan Carlos Corazza.(1994-97)
- Curso de interpretación con Augusto Fernandes.
- Curso de interpretación con Bob MacAndrew.
- Otros: Equitación, escalada, esgrima.

## Trayectoria profesional

### Cine
- Quien a hierro mata de Paco Plaza (2019)
- Zona hostil  de Adolfo Martínez - (2017)
- De chica en chica de Sonia Sebastián - (2015)
- Faraday de Norberto Ramos del Val - (2013)
- REC³: Génesis de Paco Plaza - (2012)
- Tengo ganas de ti de Fernando González Molina - (2012)
- La vida en rojo de Andrés Linares - (2008)
- Enloquecidas de Juan Luis Iborra - (2008)
- Tirante el Blanco de Vicente Aranda - (2006)
- 20 centímetros de Ramón Salazar - (2006)
- Sprint Especial de Juan Carlos Claver - (2005)
- Las llaves de la independencia - (2005)
- Asalto a la casa grande de Juan Carlos Gil - (2004)
- Muertos comunes de Norberto Ramos del Val - (2004)
- Carmen de Vicente Aranda - (2003)
- El furgón de Benito Rabal - (2003)
- Hable con ella de Pedro Almodóvar - (2002)
- La caja 507 de Enrique Urbizu - (2002)
- Dama de Porto Pim de Toni Salgot - (2001)
- Entre abril y julio de Aitor Gaizka - (2000)
- Aunque tú no lo sepas de Juan Vicente Córdoba - (2000)
- Airbag de Juanma Bajo Ulloa - (1997)
- Tu nombre envenena mis sueños de Pilar Miró - (1996)
- Pasajes de Daniel Calparsoro - (1996)
- El día de la bestia de Álex de la Iglesia - (1995)
- La muñeca rusa de Santiago San Miguel - (1995)
- La ley de la frontera de Adolfo Aristarain - (1995)

### Papel Fijo
- 4 estrellas como Pedro - (2023-2024)
- Días mejores como José Luis Arellano- (2022)
- Inés del alma mía como Francisco de Aguirre - (2020)
- Cuerpo de élite como Iñaki Zabaleta - (2018)
- El final del camino como Rodrigo de Limia "Animal" - (2017)
- El Ministerio del Tiempo como Rodolfo Suárez - (2016)
- Rabia como Martín Crespo - (2015)
- El don de Alba como Ramón Ramos - (2013)
- Cuñados como Pablo - (2011 - 2012)
- El internado como Emilio Galván / Martín Moreno - (2008 - 2010)
- UCO como Quini - (2008)
- RIS Científica como David Conde - (2007)
- Planta 25 como Esteban - (2007)
- Divinos - (2006)
- Aquí no hay quien viva como Felipe - (2005)
- Manolito Gafotas - (2004)
- Compañeros como Diego - (2001)
- Policías como Charlie - (2000)

### Papel Episódico
- Señor, dame paciencia (2021)
- Desaparecidos (2020)
- La otra mirada (2018)
- Ella es tu padre (2018)
- Amistades peligrosas (2006)
- La sopa boba  (2005)
- Aquí no hay quien viva (2005)
- Un paso adelante  (2004)
- El pantano (2003)
- Hospital Central (2002 y 2008)
- Ciudad Sur  (2000)
- Hermanas (1998)
- Lucrecia (1996)
- Entre naranjos, (1998)
- El comisario (1999 y 2003)

### Teatro
- Ejecución Hipotecaria dir. Adolfo Fernández
- Naturaleza muerta en una cuneta dir. Adolfo Fernández
- El caso de la mujer asesinadita dir. Amelia Ochandiano
- Macbeth dir. María Ruiz
- Los chicos de la banda dir. Pedro G. de las Heras
- Marat Sade dir. Félix Belencoso
- Hollywood cars dir. Susana Toscano
- La verdadera historia del Comandante
- Chatina
- Los amigos de Peter
- La calle de la armonía de Susana Toscano
- Singlamour de Susana Toscano
- Tal para cual de Juan Polanco